# Instituto Antártico Chileno

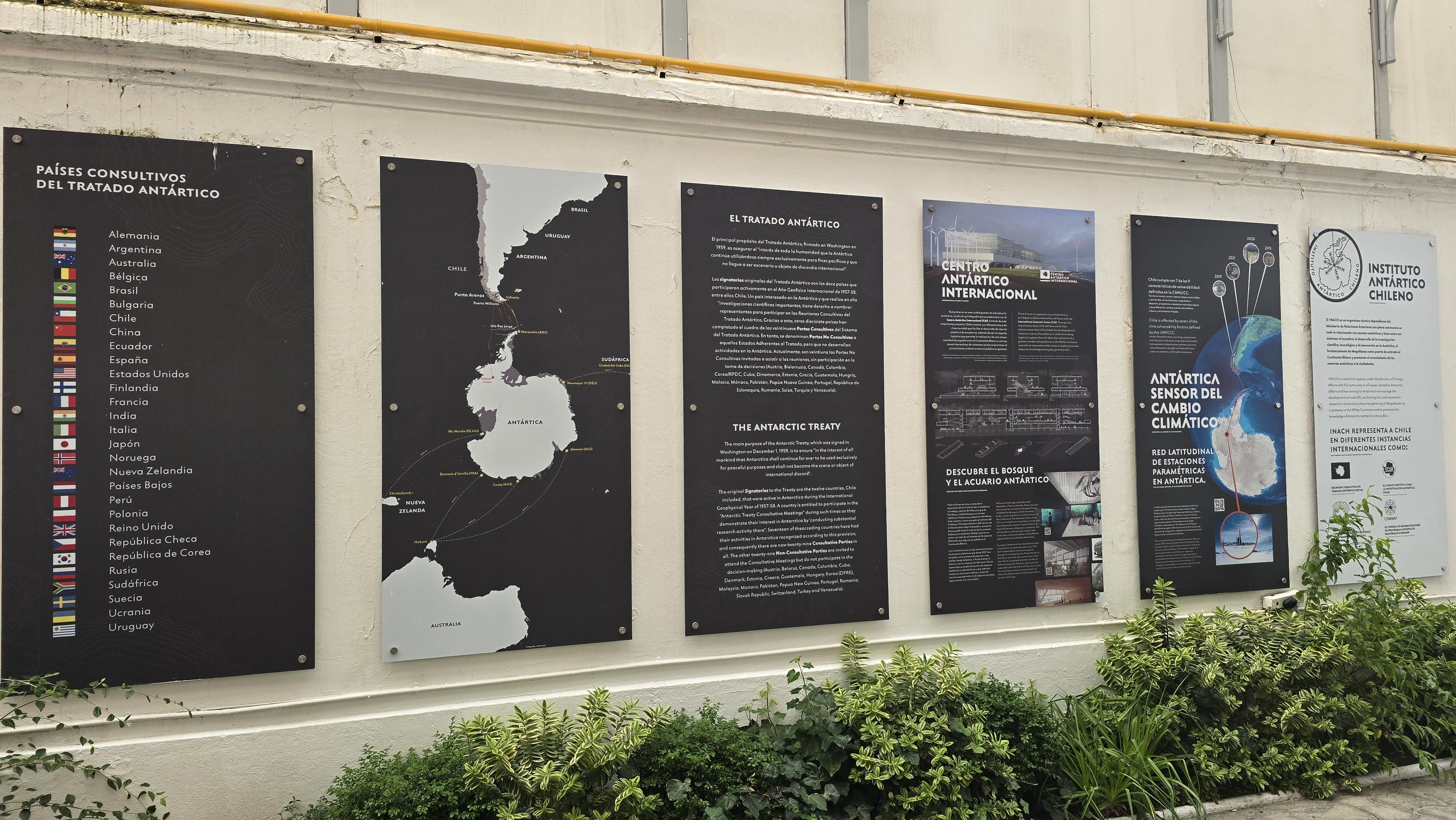
Interior de hall entrada de INACH en 2025.

El Instituto Antártico Chileno (INACH) es un organismo técnico dependiente del Ministerio de Relaciones Exteriores (Minrel), que se rige por el Estatuto Orgánico aprobado por el DFL 82, publicado en el Diario Oficial del 19 de marzo de 1979. Es el encargado de incentivar el desarrollo de la investigación científica, tecnológica y de innovación en la Antártica.
Fue inaugurado el 29 de mayo de 1964 en el Salón de Honor de la Universidad de Chile, en la ciudad de Santiago y desde 2003 tiene su sede principal en Punta Arenas, capital de la Región de Magallanes y de la Antártica Chilena.

## Historia
El interés de Chile sobre el continente antártico como un lugar para la cooperación en el desarrollo científico se consolidó con la participación en cumbres como el Año Geofísico Internacional (1957) y la firma del Tratado Antártico (1959), en que se decide formar la sección chilena del Scientific Committee on Antarctic Research (SCAR), el Comité Nacional para la Investigación en la Antártica (CNIA). El SCAR, cuyos miembros provienen de 43 países diferentes, se ocupa de iniciar, desarrollar y coordinar investigación científica de calidad internacional en la Antártica y el océano Austral. Como comité interdisciplinar del Consejo Internacional para la Ciencia (ICSU), el SCAR proporciona asesoramiento a órganos internacionales, como las Reuniones Consultivas del Tratado Antártico, la Convención Marco de las Naciones Unidas para el Cambio Climático y el Panel Intergubernamental para el Cambio Climático.
A raíz de esta iniciativa y luego de la participación chilena en la II Reunión Consultiva del Tratado Antártico, por primera vez se piensa en la creación de un instituto antártico con una dirección técnica y autónoma. Al año siguiente se rediseña una primera propuesta presentada al Congreso por el ministro de Relaciones Exteriores, Carlos Martínez Sotomayor se funda mediante la ley N° 15.266, el 10 de septiembre de 1963, el Instituto Antártico Chileno (INACH) y es publicado en el Diario Oficial el 10 de octubre del mismo año. La inauguración de la nueva institución fue el 29 de mayo de 1964, en el Salón de Honor de la Universidad de Chile.
El Instituto inició sus actividades de la mano del almirante Jorge Araos (primer Director del INACH) y Peter Welkner Mattershohn (primer jefe del Departamento Científico del INACH). En un comienzo no se contaba con oficinas ni con personal, pero utilizaban espacios cedidos por funcionarios del Ministerio de Relaciones Exteriores cercanos al tema antártico: Lucía Ramírez, Óscar Pinochet, Santiago Benadava, entre otros
El mismo año 1964 se creó el Departamento Científico del INACH, que recibió a los interesados en participar de la Primera Expedición Chilena Antártica (ECA) 1964-1965. La expedición fue impulsada por el Comité Nacional para la Investigación en la Antártica (CNIA) debido al término del Programa Antártico de la Universidad de Chile y a la falta de infraestructura en el recientemente creado Instituto Antártico Chileno. Dicha expedición fue en el marco de la XIX campaña de la Armada de Chile y se enfocó en disciplinas como biología, ecología, geología y meteorología, además de los trabajos de arquitectura para levantar una pista de aterrizaje y construir una casa de observación volcánica.
Entre los pioneros se encuentran los investigadores Alejandro Forch Petit, coordinador de la misión; Braulio Araya, Waldo Aravena, René Covarrubias, Roberto Araya, Francisco Hervé, Hugo Villarroel y Milton Quiroga, de la Universidad de Chile, junto al profesor de la Universidad de Concepción, Hugo Moyano; los meteorólogos Mario Arriagada y Ángel Concha, de la Dirección Meteorológica de Chile; y el arquitecto Myrus Garthof, de la Fuerza Aérea de Chile.
Para finales de año, el INACH ya contaba con sus primeras oficinas “prestadas” en el primer piso del Ministerio de Obras Públicas y con su planta directiva casi completa. Con este equipo humano, pocos medios y el apoyo logístico de las Fuerzas Armadas, se empezó a estructurar un Programa Antártico Chileno, basado en la cooperación recíproca con los centros científicos existentes en el país.
Hacia fines de 1965, el Departamento Científico ya contaba con asesores en Ciencias Atmosféricas, Biológicas y Terrestres, función que desempeñaron Víctor Dezerega, Vladimir Hermosilla y Óscar González-Ferrán, respectivamente. Con ayuda de estos colaboradores, fue posible organizar, en algunos casos por primera vez en el país, encuentros con especialistas en cada tema, lo que permitió definir planes a largo plazo en diversas áreas de interés científico en la Antártica y comprometer a los centros interesados en su desarrollo.
En las décadas del sesenta y setenta, el INACH apoyaba de seis a doce iniciativas científicas por temporada, muchas de monitoreo a largo plazo. En los primeros treinta años el desafío fue catastrar lo “que había” en ese ecosistema, cuenta el profesor Anelio Aguayo que participó en la Segunda Expedición Científica Antártica (1965-1966) del INACH, junto al estudiante Daniel Torres, ambos como parte del Grupo de Mamíferos Marinos de la Universidad de Chile.
Hay quienes dicen que la Primera Expedición Antártica corresponde a la realizada en la temporada de 1964-1965. Sin embargo, algunos consideran que la primera correspondió a la temporada de 1980- 1981, por ser la primera realizada enteramente por el INACH con buque a su entera disposición.
En 1978, se crea el Consejo de Política Antártica y al siguiente año el INACH es facultado para organizar y dirigir expediciones, emprender directamente trabajos de investigación científica y mantener bases propias en la Antártica. Esto da un nuevo impulso a la investigación polar.
Dichas expediciones se han llevado a cabo de forma anual, desde 1964 hasta la actualidad. El Instituto organiza, planifica, orienta y coordina las expediciones científicas al Territorio Chileno Antártico. La planificación y coordinación de las expediciones comienza, aproximadamente, en abril de cada año, luego de la aprobación de los proyectos y los meses siguientes son de preparación para las expediciones que se llevan a cabo en el periodo estival, que suele ser entre los meses de noviembre a marzo.
El decenio de 1990 al 2000 se caracterizó por un esfuerzo de modernización de la infraestructura del INACH y por iniciar investigaciones al interior del Continente Blanco, en el sector de montes Patriot, una de las entradas al polo sur geográfico. Los hitos de esta época son las primeras construcciones de la base “Profesor Julio Escudero”, en 1995, con fondos del Gobierno Regional de Magallanes y Antártica Chilena, y de la base “Antonio Huneeus”, en los montes Patriot en 1999.
Entre los años 1995-2000 y 2001-2005 también destacó el inicio de los estudios de telemedicina en las bases O’Higgins, Frei y Escudero; los trabajos de paleoflora, la ecología de cetáceos, los estudios y protección del lobo fino, la glaciología, el trabajo en Ciencias de la Atmósfera y el Espacio, y las investigaciones en arqueología histórica. Destacó también el cambio de sede central del INACH a la ciudad de Punta Arenas en 2003, con el fin de potenciar la ciudad extrema como puerta de entrada al Continente Blanco.
El cuerpo legal que dio su estructura al actual Instituto Antártico Chileno es el Decreto con Fuerza de Ley N° 82, publicado en el Diario Oficial del 19 de marzo de 1979, el cual le da la facultad para organizar y dirigir expediciones, emprender directamente trabajos de investigaciones científicas y mantener bases propias en la Antártica. Además, en dicho decreto es definido como un organismo técnico dependiente del Ministerio de Relaciones Exteriores, que goza de toda autonomía en lo relacionado con asuntos antárticos de carácter científico, tecnológico y de difusión, y es el único organismo al cual le corresponde resolver sobre estas materias. Tiene la misión principal de planear, orientar y coordinar las actividades científicas y técnicas que organismos del Estado, o particulares debidamente autorizados, lleven a cabo en el Territorio Chileno Antártico.
Dentro de sus programas de investigación, el Instituto Antártico Chileno fue pionero en los estudios de ecología terrestre y marina, con la participación, entre otros, del grupo de ecología que había creado el Dr. Francisco Di Castri en la Facultad de Medicina Veterinaria de la Universidad de Chile. También fue precursor en la cooperación científica internacional, en la integración de los centros académicos de regiones y en las relaciones cívico-militares. Paralelamente, se impulsó la edición de la Serie Científica y del Boletín de Difusión del INACH (Boletín Antártico Chileno, BACh), el cual continúa hasta la actualidad.

## Estructura

### Sedes
A través de este recuento se puede observar el desarrollo que ha tenido el Instituto Antártico Chileno en sus 55 años de vida, impulsado en la creciente actividad científica derivada del propio Instituto como de los compromisos internacionales asumidos dentro del Sistema del Tratado Antártico. Esto hace que la sede del Instituto sea algo fundamental para el cumplimiento de las funciones que le han sido encomendadas en resguardo de los intereses antárticos chilenos.
| Sede                                                                          | Ciudad              | Año              |
| ----------------------------------------------------------------------------- | ------------------- | ---------------- |
| Sección Antártica de Relaciones Exteriores en la Moneda                       | Santiago, Chile     | 1964             |
| Ministerio de Obras Públicas                                                  | Santiago, Chile     | 1964- 1967       |
| Edificio “General Norambuena” en la Dirección Nacional de Fronteras y Límites | Santiago, Chile     | 1967- 1969       |
| Inmueble en Calle Triana 849                                                  | Santiago, Chile     | 1969- 1971       |
| Inmueble en calle Luis Thayer Ojeda 814                                       | Santiago, Chile     | 1971- 2003       |
| Edificio patrimonial en Plaza Muñoz Gamero 1055                               | Punta Arenas, Chile | 2003- actualidad |

Además de la sede principal ubicada en la ciudad de Punta Arenas, capital de la región de Magallanes y la Antártica Chilena, el Instituto cuenta con tres dependencias más.
| Sede                                                                                          | Ciudad              | Dirección                       |
| --------------------------------------------------------------------------------------------- | ------------------- | ------------------------------- |
| Edificio de Laboratorios Antárticos “Embajador Jorge Berguño Barnes”                          | Punta Arenas, Chile | Lautaro Navarro 1245            |
| Bodega logística en terminal del puerto Arturo Prat                                           | Punta Arenas, Chile | Av. Estrecho de Magallanes 1398 |
| Unidad de Coordinación en “Edificio José Miguel Carrera”, Ministerio de Relaciones Exteriores | Santiago, Chile     | Teatinos 180                    |

### Directores
| Director Nacional          | Inicio | Final      |
| -------------------------- | ------ | ---------- |
| Jorge Araos Salinas        | 1963   | 1967       |
| Claudio Vio Valdivieso     | 1967   | 1971       |
| Mario Poblete Garcés       | 1971   | 1973       |
| Hernán Lorca Fuller        | 1973   | 1980       |
| Pedro Romero Julio         | 1980   | 1990       |
| Fernando Zegers Santa Cruz | 1990   |            |
| Óscar Pinochet de la Barra | 1991   | 2003       |
| José Retamales Espinoza    | 2003   | 2017       |
| Marcelo Leppe Cartes       | 2018   | 2024       |
| Andrés López Lara          | 2024   | 2024       |
| Gino Casassa               | 2024   | a la fecha |

## Misión
El INACH tiene como misión cumplir con la Política Antártica Nacional (PAN) incentivando el desarrollo de la investigación científica, tecnológica y de innovación en la Antártica según cánones internacionales; participando efectivamente en el Sistema del Tratado Antártico (STA) y Foros Internacionales; fortaleciendo a Punta Arenas como puerta de entrada a la Antártica; realizando acciones de divulgación y valoración del conocimiento antártico a la comunidad nacional, y asesorando a las autoridades en materias antárticas.

## Objetivos
El INACH cuenta con los siguientes objetivos:
| Objetivos Estratégicos Gubernamentales - Asegurar la coordinación en la ejecución de la Política Antártica Nacional. - Potenciar la capacidad de Chile como país puente, fortalecer políticas, iniciativas y vínculos estratégicos a nivel global, regional y subregional. - Privilegiar acciones apuntadas al desarrollo educacional, científico y tecnológico de Chile. - Reforzar la política de cooperación para el desarrollo, elemento integral de la política exterior chilena. |
| Objetivos Estratégicos Institucionales - Fortalecer la ciencia antártica nacional, a través del desarrollo de mayor y mejor investigación en ciencia, tecnología e innovación antártica. - Incentivar la asistencia de especialistas nacionales a los foros y reuniones adscritos al Sistema del Tratado Antártico (STA). - Incentivar el desarrollo de polos económicos, culturales y sociales, que contribuyan a promover a Chile como país-puente. - Fomentar el conocimiento e importancia del continente antártico en la comunidad nacional, para contribuir al fortalecimiento de una identidad antártica para Chile. |

## Convocatorias del INACH
| Convocatoria                                  | Público objetivo                                           |
| --------------------------------------------- | ---------------------------------------------------------- |
| Programa Regular de Concursos                 | Investigadores nacionales o extranjeros en Chile           |
| Programa de Apoyo a Tesis en Temas Antárticos | Alumno regular de un programa de posgrado acreditado       |
| Feria Antártica Escolar (FAE)                 | Alumnos de enseñanza media                                 |
| Capacitaciones en temas antárticos            | Educadoras, técnicos y estudiantes de educación parvularia |

## Infraestructura de INACH en la Antártica
De las bases que Chile posee en el Territorio Antártico Chileno, tres son gestionadas por el Instituto Antártico Chileno (INACH): base “Profesor Julio Escudero”, base “Dr. Guillermo Mann” y base “Yelcho”. Ellas se encuentran habilitadas para alojamiento y cuentan con la infraestructura básica para el desarrollo de actividades científicas.
El INACH es representado en la Antártica por el Jefe de Base, figura que corresponde a la autoridad máxima durante el desarrollo de las expediciones. Dentro de las funciones del Jefe de Base se encuentran la coordinación, supervisión y mediación de las actividades científicas que se realicen. Eventualmente, tendrá un rol activo en la organización de seminarios y talleres a nivel internacional y multidisciplinar.

## Publicaciones del INACH
El Instituto Antártico Chileno cuenta con dos revistas de publicaciones científicas. Por una lado, el Boletín Antártico Chileno (BACh), que tiene como fin último reunir dos veces al año la actividad que el INACH realiza, tanto en lo institucional como en lo relativo a ciencia antártica, mediante la información de noticias, entrevistas y artículos sobre ciencia. Por otro lado, ILAIA, publicación anual, cuyo contenido se encuentra en idioma inglés y tiene como fin difundir el Programa Nacional de Ciencia Antártica (PNCA) y sus avances a nivel internacional.

## Biblioteca del INACH
La biblioteca del INACH nació bajo la necesidad de información de las personas que trabajan en el quehacer polar a medida que el Instituto avanzaba en sus estudios. Se comenzó con la adquisición de libros para uso interno. Paulatinamente, la cantidad de ejemplares fue creciendo y en 1967 fue necesario contar con una bibliotecaria. Posteriormente, se empezaron a hacer préstamos en sala. El fondo bibliográfico comenzó a crecer en material por lo que fue necesario organizar la documentación en fichas bibliográficas y actualmente se pueden buscar libros por medio de la plataforma Marco Polo del Instituto Antártico Chileno.